# آب‌انبار سنگی پاسنگان
آب‌انبار سنگی پاسنگان مربوط به دوره ایلخانی است و در شهرستان قم، بخش مرکزی، کیلومتر ۲۰ جادهٔ کاشان در کنار کاروانسرای پاسنگان واقع شده است. این اثر در تاریخ ۲۷ آبان ۱۳۸۶ با شمارهٔ ثبت ۲۰۲۳۱ به عنوان یکی از آثار ملی ایران به ثبت رسیده است.